# Diócesis de Parramatta
La diócesis de Parramatta (en latín: Dioecesis Parramattensis y en inglés: Roman Catholic Diocese of Parramatta) es una circunscripción eclesiástica de la Iglesia católica en Australia. Se trata de una diócesis latina, sufragánea de la arquidiócesis de Sídney. Desde el 5 de mayo de 2016 su obispo es Vincent Long Van Nguyen, de la Orden de Frailes Menores Conventuales.

## Territorio y organización
La diócesis tiene 4289 km² y extiende su jurisdicción sobre los fieles católicos de rito latino residentes en parte del estado de Nueva Gales del Sur, en donde abarca las divisiones de gobierno local de: The Hills Shire, Blacktown City, Blue Mountains City Council, Hawkesbury Shire, Cumberland Council, City of Parramatta y Penrith City Council, así como partes de Wollondilly y Liverpool.
La sede de la diócesis se encuentra en la ciudad de Parramatta, en donde se halla la Catedral de San Patricio.
En 2023 en la diócesis existían 46 parroquias agrupadas desde el 13 de enero de 2025 en 7 decanatos: Nepean, Hawkesbury, Blacktown, Mountains, Cumberland, Parramatta y The Hills.

## Historia
La parroquia de Parramatta data de 1827.
La diócesis fue erigida el 8 de abril de 1986 mediante la bula Venerabilis Frater del papa Juan Pablo II, obteniendo el territorio de la arquidiócesis de Sídney.
El 18 de febrero de 2011 la Congregación para el Culto Divino y la Disciplina de los Sacramentos confirmó a santa Mary MacKillop como patrona principal de la diócesis.

## Estadísticas
Según el Anuario Pontificio 2024 la diócesis tenía a fines de 2023 un total de 328 408 fieles bautizados.
| Año                                                                             | Población            | Población | Población      | Sacerdotes | Sacerdotes    | Sacerdotes    | Bautizados por sacerdote | Diáconos permanentes | Religiosos | Religiosos | Parroquias |
| Año                                                                             | Bautizados católicos | Total     | % de católicos | Total      | Clero secular | Clero regular | Bautizados por sacerdote | Diáconos permanentes | Varones    | Mujeres    | Parroquias |
| ------------------------------------------------------------------------------- | -------------------- | --------- | -------------- | ---------- | ------------- | ------------- | ------------------------ | -------------------- | ---------- | ---------- | ---------- |
| 1990                                                                            | 232 096              | 810 349   | 28.6           | 109        | 71            | 38            | 2129                     | 2                    | 180        | 294        | 46         |
| 1999                                                                            | 298 125              | 852 946   | 35.0           | 146        | 87            | 59            | 2041                     | 8                    | 164        | 277        | 46         |
| 2000                                                                            | 299 912              | 895 004   | 33.5           | 142        | 86            | 56            | 2112                     | 8                    | 167        | 264        | 46         |
| 2001                                                                            | 311 573              | 909 370   | 34.3           | 146        | 84            | 62            | 2134                     | 7                    | 152        | 255        | 46         |
| 2002                                                                            | 324 660              | 936 651   | 34.7           | 141        | 79            | 62            | 2302                     | 6                    | 146        | 271        | 46         |
| 2003                                                                            | 309 716              | 926 651   | 33.4           | 115        | 77            | 38            | 2693                     | 6                    | 142        | 288        | 47         |
| 2004                                                                            | 307 392              | 924 621   | 33.2           | 141        | 82            | 59            | 2180                     | 6                    | 113        | 231        | 47         |
| 2011                                                                            | 342 000              | 1 043 000 | 32.8           | 138        | 76            | 62            | 2478                     | 7                    | 138        | 248        | 49         |
| 2016                                                                            | 330 000              | 1 083 489 | 30.5           | 134        | 72            | 62            | 2462                     | 10                   | 107        | 227        | 47         |
| 2019                                                                            | 344 360              | 1 130 735 | 30.5           | 122        | 74            | 48            | 2822                     | 10                   | 92         | 219        | 47         |
| 2021                                                                            | 354 740              | 1 164 800 | 30.5           | 104        | 53            | 51            | 3410                     | 16                   | 83         | 157        | 47         |
| 2023                                                                            | 328 408              | 1 211 100 | 27.1           | 122        | 61            | 61            | 2691                     | 22                   | 98         | 191        | 46         |
| Fuente: Catholic-Hierarchy, que a su vez toma los datos del Anuario Pontificio. |                      |           |                |            |               |               |                          |                      |            |            |            |

## Episcopologio
- Bede Vincent Heather † (8 de abril de 1986-10 de julio de 1997 renunció)
- Kevin Michael Manning † (10 de julio de 1997-8 de enero de 2010 retirado)
- Anthony Colin Fisher, O.P. (8 de enero de 2010-18 de septiembre de 2014 nombrado arzobispo de Sídney)
- Vincent Long Van Nguyen, O.F.M.Conv., desde el 5 de mayo de 2016